# Symmetrieadaptierte Linearkombination
Symmetrieadaptierte Linearkombination (SALK) aus Atomorbitalen (AOs) dient zur Konstruktion von Molekülorbitalen (MOs) nach der LCAO-Näherung (linear combination of atomic orbitals).
Um aus zwei AOs zwei MOs zu konstruieren, sind folgende Sätze nützlich:
- Ist das Überlappungsintegral der AOs gleich null, dann sind sie ungeeignet
- Je mehr sich die AOs energetisch unterscheiden, desto kleiner ist die Wechselwirkung
- Alle möglichen MOs müssen Basen für irreduzible Darstellungen der Punktgruppe des Moleküls bilden.

Die MOs eines Moleküls tauchen als irreduzible Darstellungen in der Charaktertafel des Moleküls auf.

## Beispiel
Kombination zweier 1s-Orbitale
Es gibt hier zwei Kombinationsmöglichkeiten:
+ - (ungerade)
und
+ + (gerade)
Ein solches Molekül gehört zur Punktgruppe {\displaystyle D_{\infty h}}, dessen Charaktertafel so aussieht:
| {\displaystyle D_{\infty h}} | {\displaystyle E} | {\displaystyle 2C_{\infty }} | {\displaystyle \infty \sigma _{v}} | {\displaystyle i} | {\displaystyle 2S_{\infty }} | {\displaystyle \infty C_{2}} |
| ---------------------------- | ----------------- | ---------------------------- | ---------------------------------- | ----------------- | ---------------------------- | ---------------------------- |
| {\displaystyle \Gamma _{1s}} | 2                 | 2                            | 2                                  | 0                 | 0                            | 0                            |

Die reduziblen Darstellungen sind hier 2,2,2,0,0,0. Durch Ausreduzieren erhält man die irreduziblen Darstellungen:
{\displaystyle \Gamma _{1s}=\sigma _{g}^{+}+\sigma _{u}^{+}}. Die Bezeichnungen kommen daher, dass es sich hier um {\displaystyle \sigma }-Bindungen handelt, weil die Elektronendichte besonders stark zwischen den Atomkernen lokalisiert ist. g steht für gerade und u für ungerade, siehe oben.
In der ersten Spalte der Charaktertafel stehen immer nur Einsen. Um durch Addition auf die reduziblen Darstellungen oben zu kommen, 1+1=2 und 1+(-1)=0, müssen die irreduziblen Darstellungen {\displaystyle \Gamma _{+}} und {\displaystyle \Gamma _{-}} folgendermaßen aussehen:
| {\displaystyle D_{\infty h}} | {\displaystyle E} | {\displaystyle 2C_{\infty }} | {\displaystyle \infty \sigma _{v}} | {\displaystyle i}  | {\displaystyle 2S_{\infty }} | {\displaystyle \infty C_{2}} |
| ---------------------------- | ----------------- | ---------------------------- | ---------------------------------- | ------------------ | ---------------------------- | ---------------------------- |
| {\displaystyle \Gamma _{+}}  | 1                 | 1                            | 1                                  | 1                  | 1                            | 1                            |
| {\displaystyle \Gamma _{-}}  | 1                 | 1                            | 1                                  | {\displaystyle -1} | {\displaystyle -1}           | {\displaystyle -1}           |

Die irreduziblen Darstellungen kann man auch so erklären:
- +1: es ändert sich nichts
- -1: die Wellenfunktion wird in ihr inverses verwandelt

im Beispiel:
- Bei der geraden Funktion {\displaystyle \sigma _{g}^{+}} ändert keine der Operationen etwas (+ + → + +)
- Bei der ungeraden Funktion {\displaystyle \sigma _{u}^{+}} ändern Identität, Drehung um unendlichzählige Achse oder Spiegelung um eine der unendlich vielen Spiegelebenen nichts. Inversion, Drehspiegelung oder Drehung um eine der zweizähligen Achsen invertieren die Funktion (+ - → - +)

→ Als Basis für eine LCAO-Näherung mit 1s-Orbitalen sollte man {\displaystyle \Gamma _{+}} und {\displaystyle \Gamma _{-}} verwenden.